# آلفين يونغ
آلفين يونغ (بالصينية: 楊岳橋) هو محام بالقضاء العالي وسياسي صيني، ولد في 5 يونيو 1981 بهونغ كونغ في الصين. حزبياً، نشط في Civic Party ‏.